# Rasa de la Valiella
La Rasa de la Valiella és un torrent afluent per la dreta de les Set Riberetes, a la Vall de Lord, si bé actualment desguassa a l'embassament de la Llosa del Cavall abans de confluir amb l'esmentada rasa.

## Descripció
De direcció predominant E-O, neix a 1.048 msnm al vessant oriental del Coll dels Llengots, a la capçalera de la vall de la Valiella i desguassa al pantà de la Llosa del Cavall a 803 msnm. La longitud del seu curs és de 1.245 metres fins a la cota del pantà en la seva màxima capacitat i de 1.790 metres fins al punt de l'aiguabarreig amb les Set Riberetes
Tota la seva conca està integrada en el Pla d'Espais d'Interès Natural (PEIN) de la Generalitat de Catalunya i més concretament en l'espai Serres de Busa-Els Bastets-Lord

## Termes municipals que travessa
Des del seu naixement, la Rasa de la Valiella passa successivament pels següents termes municipals.
|                                        | Longitud (en m.) | % del recorregut |
| -------------------------------------- | ---------------- | ---------------- |
| Per l'interior del municipi de Guixers | 902              | 50,4%            |
| Per l'interior del municipi de Navès   | 888              | 49,6%            |

## Xarxa hidrogràfica
La xarxa hidrogràfica de la Rasa de la Valiella està integrada per un total de 4 cursos fluvials dels quals 1 és subsidiari de 1r nivell de subsidiarietat, un altre ho és de 2n nivell i un tercer ho és de 3r nivell. La totalitat de la xarxa suma una longitud de 2.548 m.
| Codi del corrent fluvial | Coordenades del seu origen                                   | longitud (en metres) |
| ------------------------ | ------------------------------------------------------------ | -------------------- |
| Rasa de la Valiella      | 42° 7′ 0.929″ N, 1° 37′ 25.14″ E / 42.11692472°N,1.6236500°E | 1.790                |
| D1                       | 42° 7′ 17.33″ N, 1° 36′ 57.33″ E / 42.1214806°N,1.6159250°E  | 420                  |
| D1·D1                    | 42° 7′ 19.95″ N, 1° 36′ 50.17″ E / 42.1222083°N,1.6139361°E  | 230                  |
| D1·D1·E1                 | 42° 7′ 18.38″ N, 1° 36′ 52.25″ E / 42.1217722°N,1.6145139°E  | 108                  |

## Perfil del seu curs

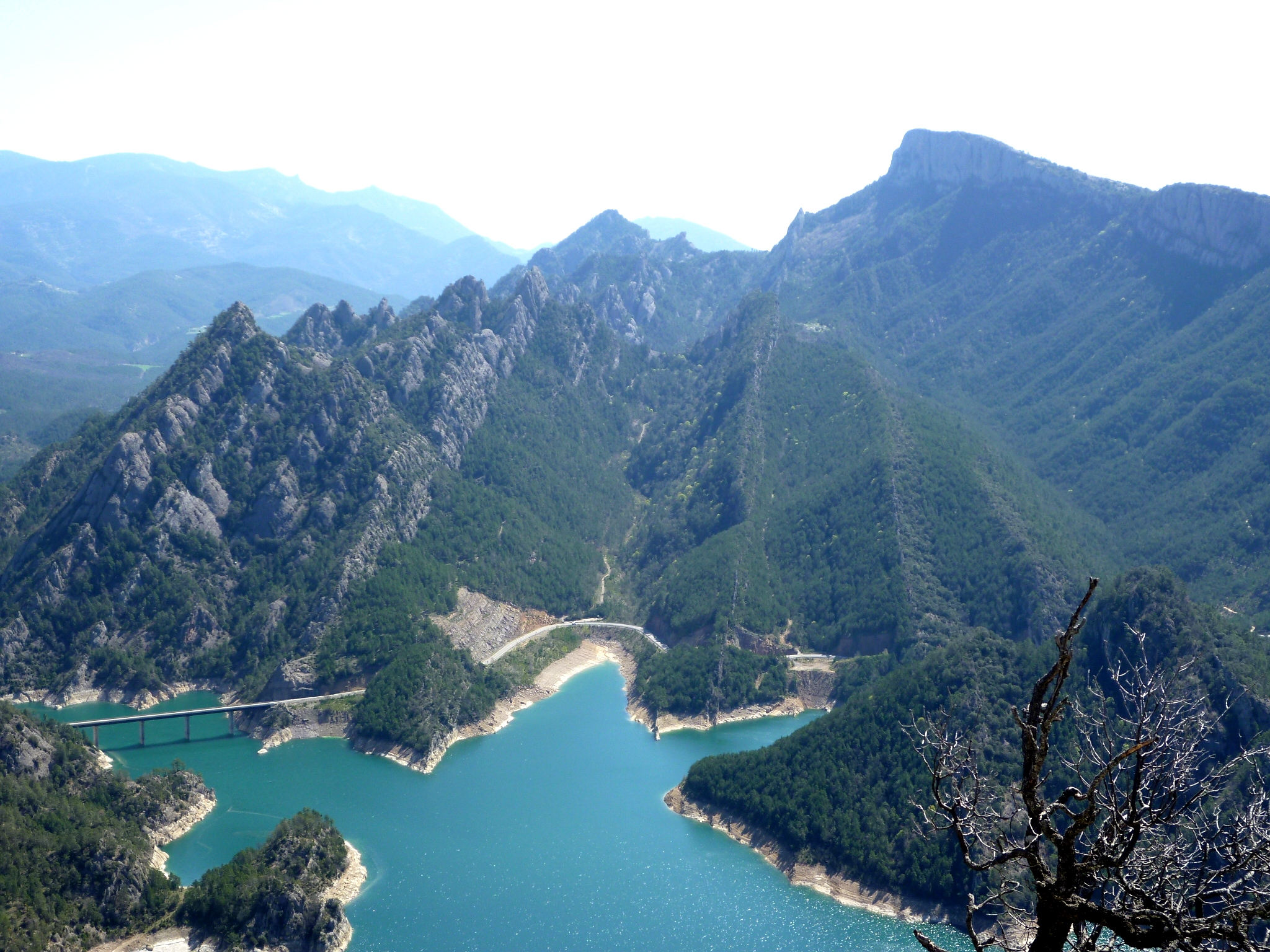
Situació de la rasa a la regió dels Llengots (Imatge amb anotacions)

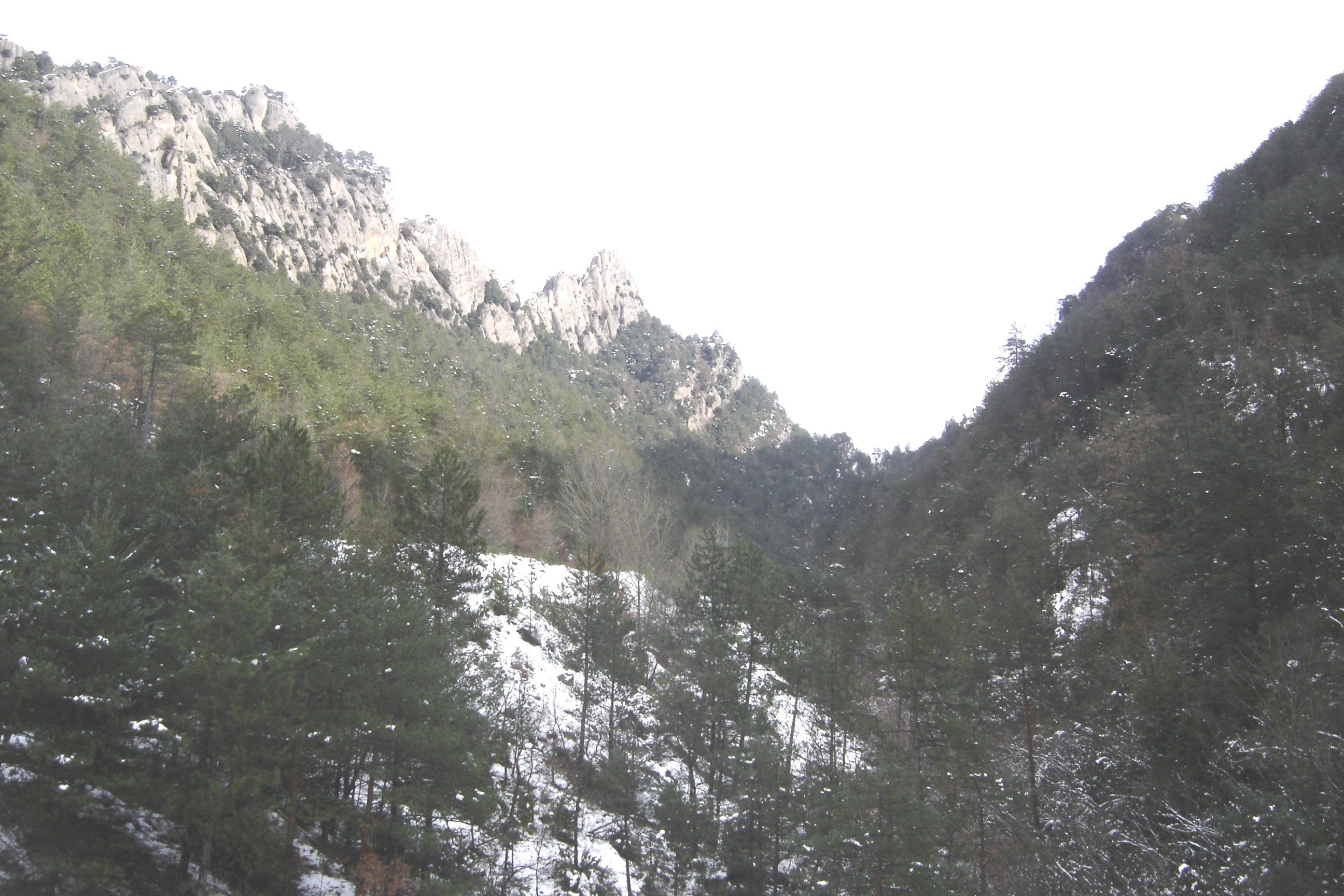
La major part del curs de la rasa

| Recorregut (en m.) | Altitud (en m.) | Pendent |
| ------------------ | --------------- | ------- |
| 0                  | 1.048           | -       |
| 250                | 965             | 33,2%   |
| 500                | 898             | 26,8%   |
| 750                | 852             | 18,4%   |
| 1.000              | 825             | 10,8%   |
| 1.245              | 803             | 9,0%    |